# Стадники (Малопольське воєводство)
Стадники (пол. Stadniki) — село в Польщі, у гміні Добчиці Мисленицького повіту Малопольського воєводства.
Населення — 694 особи (2011).
У 1975-1998 роках село належало до Краківського воєводства.

## Демографія
Демографічна структура станом на 31 березня 2011 року:
|          | Загалом | Допрацездатний вік | Працездатний вік | Постпрацездатний вік |
| -------- | ------- | ------------------ | ---------------- | -------------------- |
| Чоловіки | 369     | 81                 | 253              | 35                   |
| Жінки    | 325     | 82                 | 182              | 61                   |
| Разом    | 694     | 163                | 435              | 96                   |